# Lawrence Trevor Picachy
Lawrence Trevor Picachy (7 de agosto de 1916 em Darjeeling , Índia Britânica - 30 de novembro de 1992 em Calcutá, Índia), foi um sacerdote jesuíta indiano, guia espiritual de Madre Teresa e depois arcebispo de Calcutá (1969 a 1992). Ele foi elevado ao cardinalato em 1976.

## Biografia
O cardeal Pichachy nasceu em Darjeeling de pais católicos irlandeses que haviam imigrado para a Índia em 1911. Depois de concluir o curso Superior de Cambridge na St. Joseph's School em Darjeeling, Picachy entrou na Sociedade de Jesus, mais conhecida como jesuíta, em 1934. Noviciado de formação no St. Stanislaus College (Jharkhand), foi seguido por estudos filosóficos no Sacred Heart College, em Shembaganur. Depois de um período como professor na Escola Colegiada de St. Xavier, Calcutá , ele passou quatro anos no St. Mary College (Kurseong) para a Escola Teológica, preparando-se para o sacerdócio. Picachy foi ordenado ao sacerdócio em 21 de novembro de 1947 e serviu como professor e reitor da escola e faculdade de São Xavier, em Calcutá, de 1950 a 1960, onde iniciou o trabalho pastoral em Basanti .
Em 12 de julho de 1962, Picachy foi nomeado o primeiro bispo de Jamshedpur pelo papa João XXIII . Ele recebeu sua consagração episcopal em 9 de setembro do Arcebispo James Knox, com o Arcebispo Pius Kerketta, e com o Bispo Agostinho Wildermuth, servindo como co-consagradores. Picachy participou do Concílio Vaticano II de 1962 a 1965 e foi promovido a Arcebispo de Calcutá em 29 de maio de 1969. Mais tarde, foi nomeado Presidente da Conferência Episcopal da Índia em 1976.
O Papa Paulo VI criou-o Cardeal Sacerdote de Sacro Cuore di Maria no consistório de 24 de maio de 1976. Picachy foi um dos cardeais eleitores que participaram dos conclaves de agosto e outubro de 1978 , que selecionaram os papas João Paulo I e João Paulo II respectivamente. Ele renunciou ao cargo de arcebispo em 5 de abril de 1986, depois de dezesseis anos de serviço.
O Cardeal morreu em Calcutá, aos 76 anos de idade. Ele está enterrado no cemitério dos jesuítas Dhyanashram em Thakurpukur, Calcutá.

## Escritos
- (em inglês) (como Trevor Picachy) Uma Grande Realização: Jubileu de Prata Episcopal Lembrança de Sua Graça, Dr. Ferdinand Perier , SJ, DD, Arcebispo de Calcutá, 21 de dezembro de 1921 - 21 de dezembro de 1946 (Calcutá: Associação Católica de Bengala) 1946)